# Sceaux (Hauts-de-Seine)
Sceaux (pronuncia: /so/) è un comune francese di 19 697 abitanti situato nel dipartimento dell'Hauts-de-Seine nella regione dell'Île-de-France.

## Società

### Evoluzione demografica
Abitanti censiti

## Monumenti e luoghi di interesse

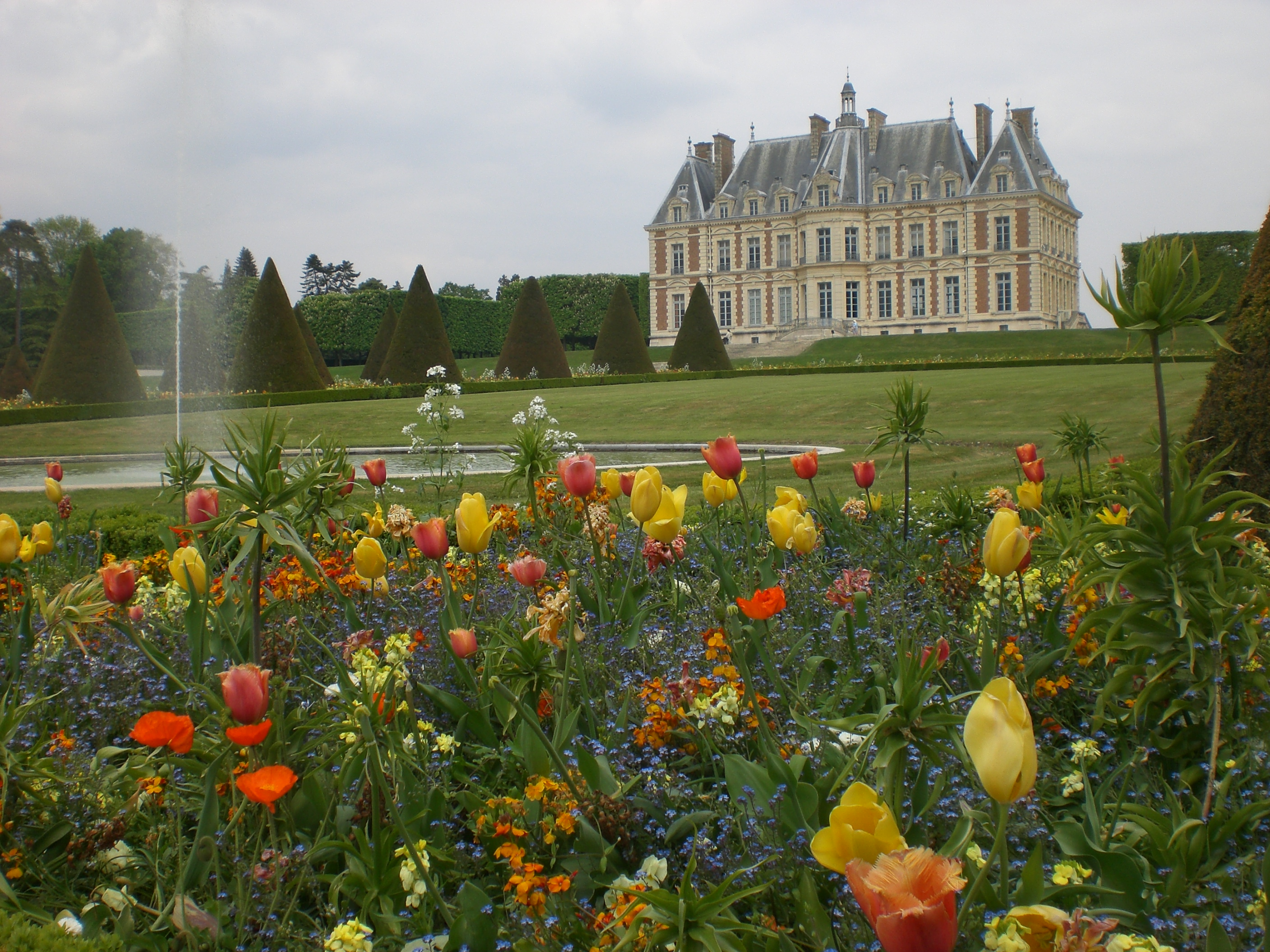
Castello e parco di Sceaux.

- Castello di Sceaux. Contornato da un parco ricco di prospettive, canali e giochi d'acqua, venne costruito intorno al 1670 per Jean-Baptiste Colbert, il ministro delle finanze di Luigi XIV. In seguito ingrandito e abbellito, con il Direttorio venne venduto e infine distrutto. Nel 1856 il dominio passò al duca di Treviso che fece costruire l'attuale castello in stile classico francese e fece rifare il parco sui documenti originali. Oggi è proprietà del dipartimento Hauts-de-Seine e sede del Musée de l'Ile-de-France.
- Chiesa di San Giovanni Battista. È una chiesa in gotico francese costruita a partire dal 1231. In seguito a un incendio venne restaurata e ingrandita intorno al 1541 e ulteriormente ampliata nel 1738. Vi si trova il gruppo scultoreo in marmo del Battesimo di Gesù sull'altar maggiore, opera del 1681 di Jean-Baptiste Tuby.
- Presso questo comune ebbe la sua residenza l'attore Alain Delon.

## Amministrazione

### Gemellaggi
- Brühl
- Royal Leamington Spa